# Hydrangea bretschneideri
Hydrangea bretschneideri là một loài thực vật có hoa trong họ Tú cầu. Loài này được Dippel mô tả khoa học đầu tiên năm 1893.

## Hình ảnh

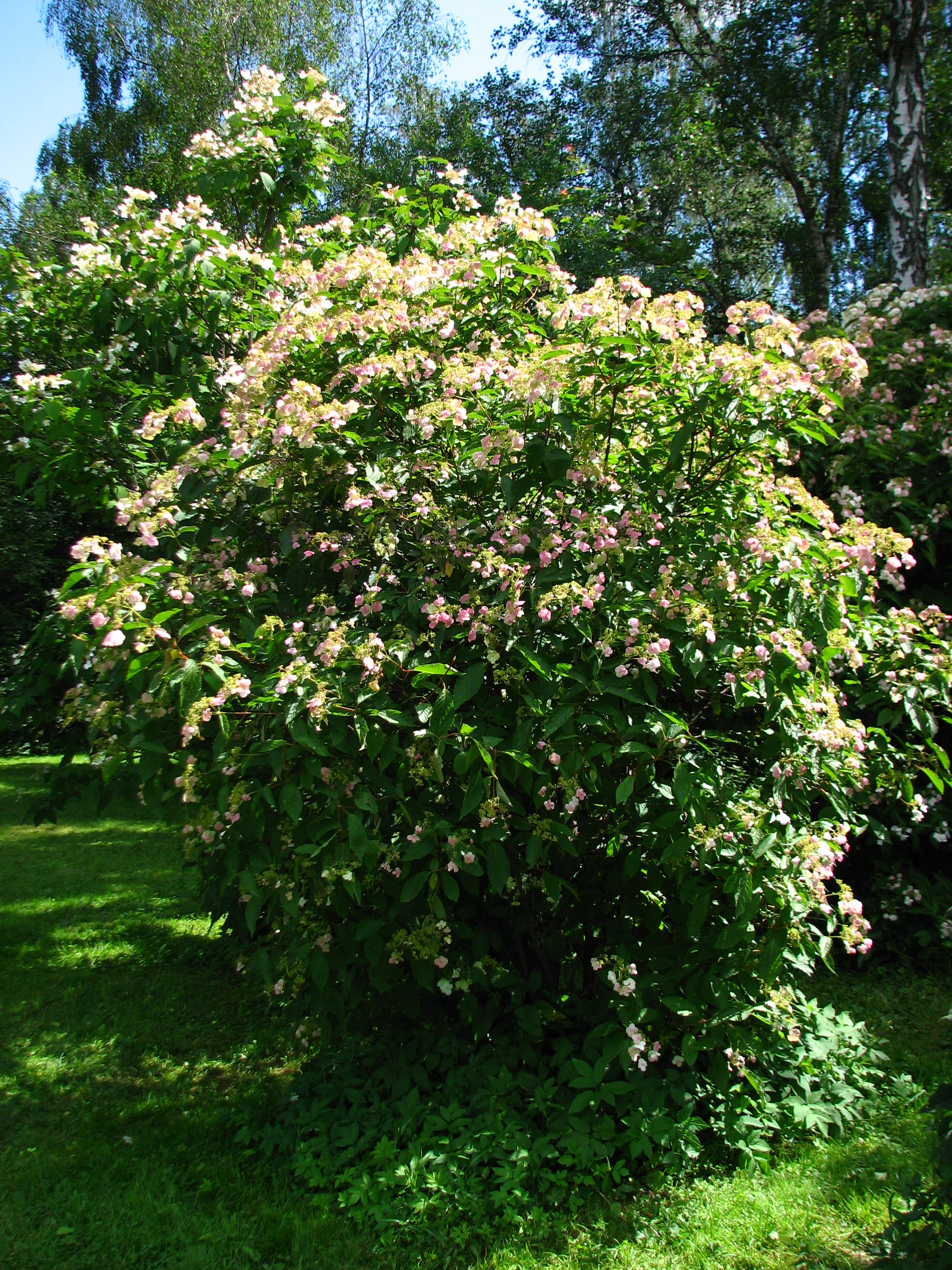
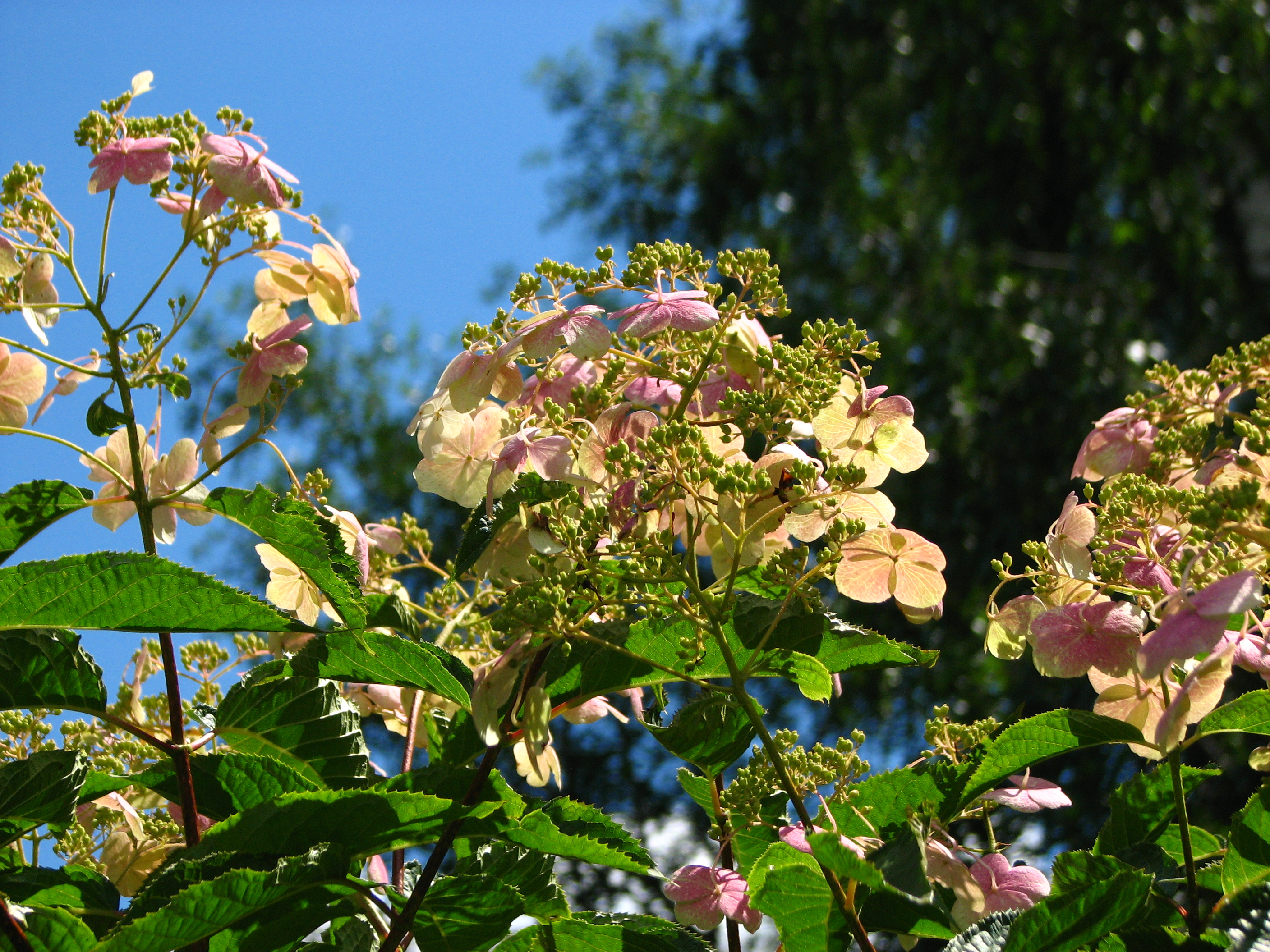
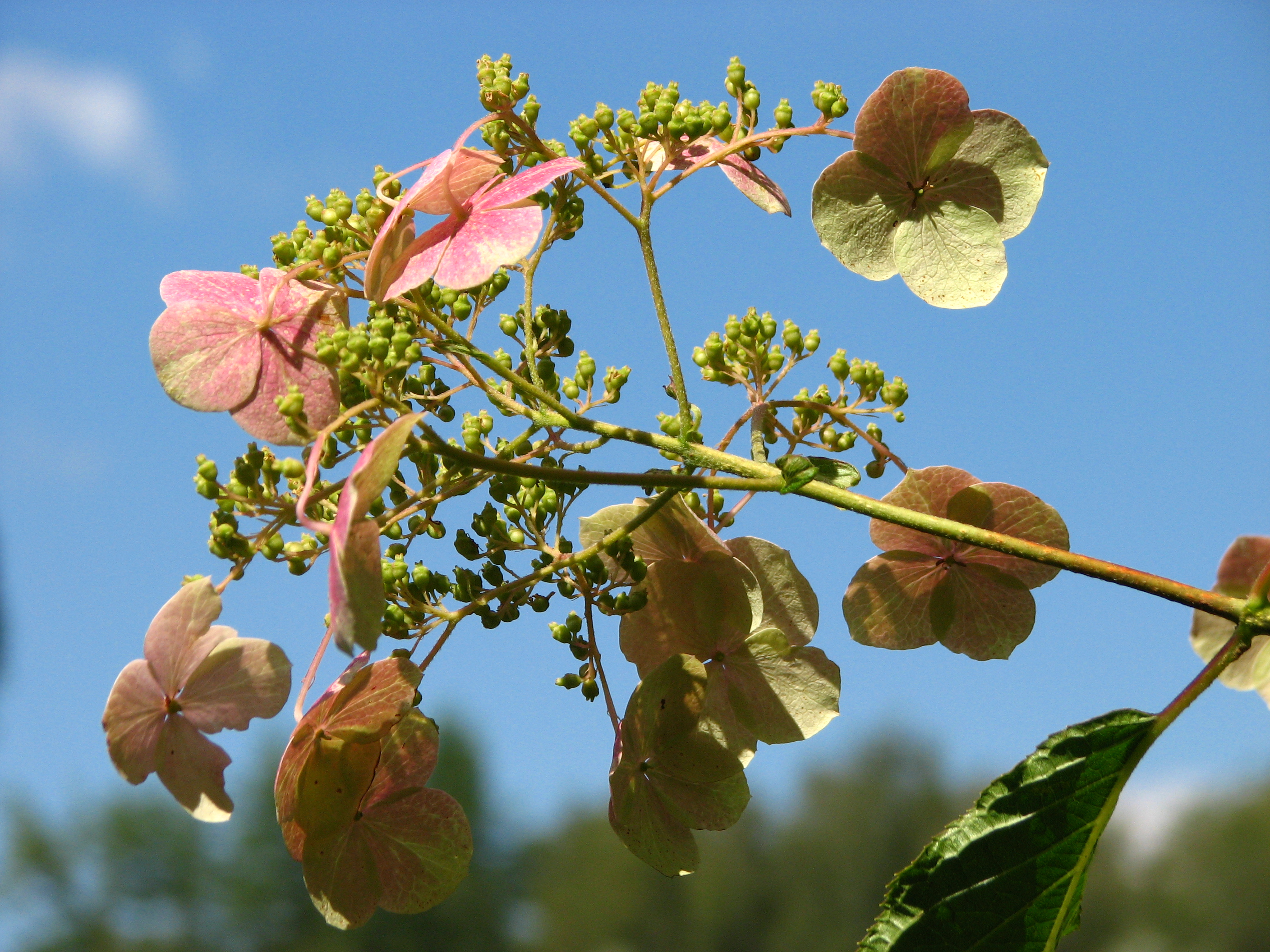